# Кличка
Кли́чка — имя собственное домашнего животного, шутливое, насмешливое или конспиративное прозвище человека. Разновидность онимов (собственных имен разных разрядов. Может обозначать:
1. Собственное имя животного. То же, что зооним;
2. Шутливое или насмешливое прозвище. Может образовываться из личного имени человека с уменьшительным или пренебрежительным суффиксом; так, В. Белинский пишет о людях, зовущих себя не именами, а кличками: Ваньками, Васьками, Стешнами, Палашками.
3. Конспиративное прозвище у человека, находящегося в какой-либо тайной организации, в том числе партийная кличка у многих видных членов партийных организаций в период их нелегального существования, например, партийная кличка В. И. Улья́нова — Старик;
4. Прозвище человека из преступной среды, может сочетаться с подлинным личным именем. Поскольку преступники нередко известны только по кличкам, картотека кличек является важным вспомогательным средством идентификации и розыска преступника[3].